# جان-ماري بيليتييه
جان-ماري بيليتييه هو سياسي كندي، ولد في 26 يونيو 1933. نشط حزبياً في حزب كيبيك الليبرالي. وقد انتخب عضو الجمعية الوطنية في كيبك ‏.